# Australobolbus laevipes
Australobolbus laevipes är en skalbaggsart som beskrevs av Blackburn 1904. Australobolbus laevipes ingår i släktet Australobolbus och familjen Bolboceratidae. Inga underarter finns listade.